# Коллінсвілл (Техас)
Коллінсвілл (англ. Collinsville) — місто (англ. town) в США, в окрузі Грейсон штату Техас. Населення — 1866 осіб (2020).

## Географія
Коллінсвілл розташований за координатами 33°33′33″ пн. ш. 96°54′27″ зх. д. / 33.55917° пн. ш. 96.90750° зх. д. (33.559210, -96.907585).  За даними Бюро перепису населення США в 2010 році місто мало площу 2,40 км², уся площа — суходіл.

## Демографія
Згідно з переписом 2010 року, у місті мешкали 1624 особи в 605 домогосподарствах у складі 434 родин. Густота населення становила 676 осіб/км².  Було 666 помешкань (277/км²).
Расовий склад населення:
| - 92,9 % — білих - 0,9 % — чорних або афроамериканців - 0,5 % — корінних американців - 0,5 % — азіатів - 3,4 % — осіб інших рас |

До двох чи більше рас належало 1,8 %. Частка іспаномовних становила 6,2 % від усіх жителів.
За віковим діапазоном населення розподілялося таким чином: 28,9 % — особи молодші 18 років, 56,4 % — особи у віці 18—64 років, 14,7 % — особи у віці 65 років та старші. Медіана віку мешканця становила 34,8 року. На 100 осіб жіночої статі у місті припадало 95,4 чоловіків;  на 100 жінок у віці від 18 років та старших — 90,3 чоловіків також старших 18 років.
Середній дохід на одне домашнє господарство  становив 55 039 доларів США (медіана — 50 481), а середній дохід на одну сім'ю — 59 663 долари (медіана — 53 831). Медіана доходів становила 40 896 доларів для чоловіків та 35 855 доларів для жінок. За межею бідності перебувало 4,3 % осіб, у тому числі 5,8 % дітей у віці до 18 років та 6,4 % осіб у віці 65 років та старших.
Цивільне працевлаштоване населення становило 788 осіб. Основні галузі зайнятості: освіта, охорона здоров'я та соціальна допомога — 25,3 %, виробництво — 17,3 %, мистецтво, розваги та відпочинок — 13,5 %.